# Lực lượng Phòng vệ Nhật Bản
Lực lượng Phòng vệ Nhật Bản (tiếng Anh: Japan Self-Defense Forces - JSDF), tên chính thức trong tiếng Nhật là Tự vệ Đội (自衛隊 Jieitai), là lực lượng vũ trang của Nhật Bản, được thành lập căn cứ Luật Lực lượng phòng vệ năm 1954. Lực lượng Phòng vệ Nhật Bản do Bộ Quốc phòng kiểm soát, với Thủ tướng là tổng tư lệnh.
Trong những năm gần đây, JSDF đã tham gia vào các hoạt động gìn giữ hòa bình quốc tế cùng với Liên Hợp Quốc. Các căng thẳng và mâu thuẫn về địa chính trị, đặc biệt là với Cộng hòa Dân chủ Nhân dân Triều Tiên, đã dấy lên cuộc tranh luận về địa vị của JSDF và mối quan hệ của nó với xã hội Nhật Bản. Kể từ năm 2010, JSDF đã ngừng tập trung chống lại Liên Xô cũ với Trung Quốc; tăng cường hợp tác quân sự với Úc, Ấn Độ, Đài Loan, Hàn Quốc, Singapore, Anh và Hoa Kỳ; mua mới, lên đời các trang thiết bị quân sự.

## Lịch sử

### Thế kỉ 20

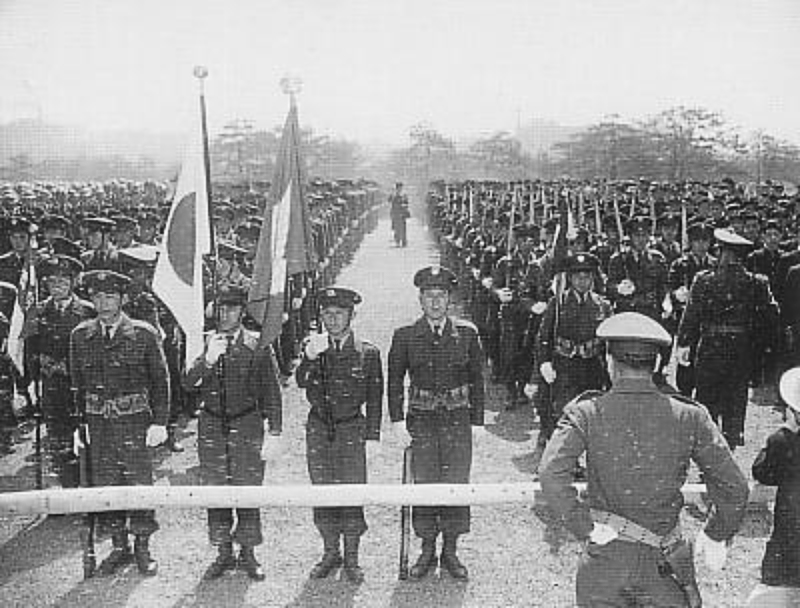
Đội Dự bị Cảnh sát (警察予備隊), ngày 3 tháng 5 năm 1952

Sau khi thua trận trong Chiến tranh thế giới thứ hai, Quân đội Đế quốc Nhật Bản bị giải tán. Nhật Bản bị Hoa Kỳ chiếm đóng và chỉ có một đội cảnh sát để trị an và phòng chống tội phạm. Tuy nhiên, tình thế căng thẳng trầm trọng thêm ở châu Á và châu Âu cùng các cuộc đình công và biểu tình của phe chủ nghĩa xã hội khiến cho một vài lãnh tụ bảo thủ đòi lập lại quân đội. Giới chính trị Nhật Bản càng tin đất nước cần phải có quân đội riêng khi Chiến tranh Triều Tiên bùng nổ, quân chiếm đóng tham chiến, Nhật Bản mất gần hết năng lực quốc phòng. Hoa Kỳ tán thành kế hoạch tự vệ của Nhật Bản. Tháng 7 năm 1950, chính phủ Nhật thiết lập Đội Dự bị Cảnh sát (警察予備隊 Keisatsu Yobitai) bao gồm 75.000 nhân sự mang vũ khí bộ binh hạng nhẹ. Năm 1952, Nhật Bản thành lập Đội Cảnh bị Biển (海上警備隊 Kaijō Keibitai).

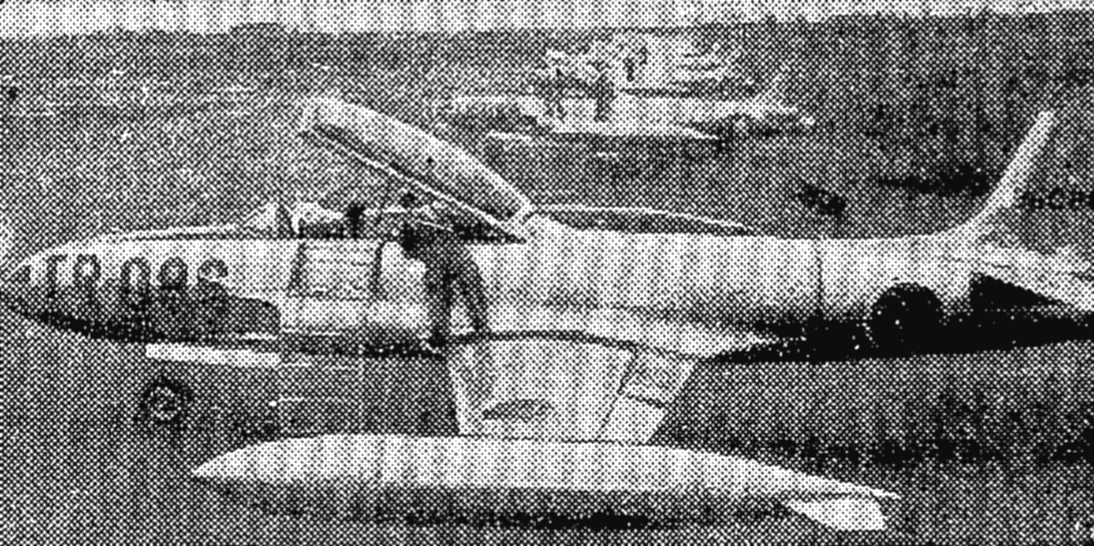
Máy bay huấn luyện Lockheed T-33 của Lực lượng Phòng vệ Trên không vào ngày 15 tháng 5 năm 1955

Người Nhật biết rõ, để giữ gìn đất nước cần phải có Hoa Kỳ trợ giúp. Ngày 8 tháng 9 năm 1951, hai nước kí Hiệp ước Bảo an. Hiệp ước cho phép quân đội Hoa Kỳ đóng ở Nhật Bản hành động khi nước ngoài lấn áp Nhật Bản, còn các mối đe dọa trong nước và thiên tai thì do các lực lượng của Nhật phụ trách đối phó. Hoa Kỳ được ra tay để gìn giữ hoà bình ở Đông Á và can thiệp chính trị nội bộ của Nhật Bản. Giữa năm 1952, Đội Dự bị Cảnh sát được mở rộng lên 110.000 người và đổi tên thành Lực lượng Bảo an Quốc gia. Đội Cảnh bị Bờ biển được sát nhập vào cục Bảo an Quốc gia để trở thành tiền đề của Lực lượng phòng vệ biển.
Hiến pháp năm 1947 được chính quyền chiếm đóng phê chuẩn cấm Nhật Bản tuyên chiến để giải quyết tranh chấp quốc tế và không cho giữ lục quân, hải quân, không quân, hay bất kì tiềm năng quân sự nào khác. Tuy nhiên những chính phủ về sau cho rằng Nhật Bản vẫn còn quyền tự vệ và dần dần phát triển Lực lượng Phòng vệ, được Hoa Kỳ khuyến khích.
Ngày 1 tháng 7 năm 1954, Sở Phòng vệ thành lập. Sau đó Đội Dự bị Cảnh sát được cải tổ thành Lực lượng Phòng vệ Mặt đất tức là lục quân, Đội Cảnh bị Bờ biển cải tổ thành Lực lượng Phòng vệ Biển tức là hải quân, và Lực lượng Phòng vệ Trên không tức là không quân được thành lập. Tướng Hayashi Keizō được bổ nhiệm làm chủ tịch đầu tiên của Hội đồng Tham mưu.
Ngày 6 tháng 1 năm 1955, Không lực Viễn Đông của Không quân Hoa Kỳ thông báo sẽ giao 85 máy bay cho không quân mới của Nhật Bản, trang bị quân sự đầu tiên của lực lượng.
Ngày 19 tháng 1 năm 1960, Hoa Kỳ và Nhật Bản kí Hiệp ước Hợp tác và Bảo an. Hoa Kỳ phải báo Nhật Bản trước khi điều động quân đội và không được can thiệp chính sự nội bộ của Nhật Bản. Hai nước phải giúp đỡ lẫn nhau nếu lãnh thổ Nhật Bản bị tấn công. Hiệp ước quy định một nước lâm nguy là cả Hoa Kỳ lẫn Nhật Bản đều gặp nguy hiểm, nên hai nước cần phải có năng lực kháng chiến; Hoa Kỳ có cớ đặt căn cứ quân sự ở Nhật Bản vậy. Liên minh giữa Nhật Bản và Hoa Kỳ tồn tại lâu hơn bất kỳ liên minh nào khác giữa hai cường quốc kể từ năm 1948.
Năm 1983, Thủ tướng Nakasone Yasuhiro hứa sẽ biến Nhật Bản thành "tàu sân bay không thể chìm ở Thái Bình Dương" để giúp Hoa Kỳ chống máy bay ném bom của Liên Xô.
Mặc dù không bị hiến pháp cấm có vũ khí hạt nhân, vì là nước duy nhất bị đánh bom hạt nhân nên Nhật Bản quyết tâm không bao giờ mắc lại tai hoạ nguyên tử. Luật Năng lượng hạt nhân năm 1956 cấm nghiên cứu, phát triển và sử dụng năng lượng hạt nhân vì mục đích không hoà bình. Từ năm 1956, Nhật Bản thi hành chính sách "ba không": không sở hữu vũ khí hạt nhân, không sản xuất vũ khí hạt nhân, không nhập khẩu vũ khí hạt nhân. Năm 1976, Nhật Bản phê chuẩn Hiệp ước không phổ biến vũ khí hạt nhân và nhắc lại sẽ không bao giờ "phát triển, sử dụng vũ khí hạt nhân hay cho phép vận chuyển qua lãnh thổ Nhật Bản". Tuy nhiên tục xem Nhật Bản là "có năng lực hạt nhân", tức là có thể phát triển vũ khí hạt nhân trong một năm nếu tình huống chính trị xấu kém thêm đáng kể, do sở hữu công nghệ cao cấp cùng nhiều nhà máy điện hạt nhân. Nhiều nhà phân tích xét Nhật Bản là nước hạt nhân trên thực tế, đùa rằng chỉ cần chìa vít là có được vũ khí hạt nhân, bom thực ra nằm trong tầng hầm.
Ngày 28 tháng 5 năm 1999, Nhật Bản thông qua luật cho phép Lực lượng Phòng vệ tham gia "hậu phương" nếu Hoa Kỳ tiến hành chiến tranh liên hệ tới "vấn đề của khu vực."

### Thế kỉ 21
Ngày 29 tháng 10 năm 2001, Luật về Các Biện pháp Đặc biệt Chống khủng bố chính thức được thông qua. Luật này cho phép JSDF tự mình đóng góp vào các nỗ lực quốc tế nhằm ngăn chặn và tiêu diệt khủng bố. Trong khi thực hiện nhiệm vụ, JSDF hoàn toàn có thể sử dụng vũ khí trang bị để tự vệ cùng những lực lượng khác mà JSDF đang kiểm soát. Trước đây, chính sách của Nhật Bản về vấn đề này là nhất định không can dự. Vào ngày 27 tháng 3 năm 2004, Cơ quan Phòng vệ Nhật Bản thành lập Nhóm Hoạt động Đặc biệt (特殊作戦群) với sự ủy nhiệm của Lực lượng Phòng vệ Mặt đất, với tư cách là đơn vị Chống khủng bố.
Ngày 9 tháng 1 năm 2007, Cục Phòng vệ (防衛庁) trực thuộc Phủ Nội các được nâng cấp thành Bộ Quốc phòng (防衛省). Hoạt động nước ngoài của Lực lượng Phòng vệ được liệt từ "việc khác" thành "nhiệm vụ cơ bản", về cơ bản thay đổi bản chất của lực lượng vì không còn chỉ mang tính chất quốc phòng nữa. Nay Lực lượng Phòng vệ Biển có thể hoạt động trên toàn thế giới, như phòng chống cướp biển. Cùng năm, Thủ tướng Abe Shinzō tuyên bố hiến pháp Nhật Bản không cấm tất cả vũ khí hạt nhân miễn là được giữ ở mức ít nhất và mục đích có hạn. Các tàu thuyền của Lực lượng Phòng vệ Biển đã có thể điều động trên phạm vi toàn cầu, chẳng hạn như trong các hoạt động chống cướp biển. Căn cứ hải ngoại đầu tiên sau cuộc đại chiến của JSDF được thành lập tại Djibouti (tháng 7 năm 2010).
Tháng 7 năm 2010, căn cứ nước ngoài đầu tiên của Nhật Bản sau Chiến tranh thế giới thứ hai cuối cùng cũng chính thức được thành lập ở Djibouti, Somalia.
Ngày 18 tháng 9 năm 2015, Quốc hội Nhật Bản thông qua luật cho phép Lực lượng Phòng vệ tự vệ tập thể các nước đồng minh trong lúc chiến đấu lần đầu tiên kể từ năm 1947. Lực lượng Phòng vệ được cung cấp vật liệu cho các nước đồng minh tham chiến trên phạm vi quốc tế và bảo vệ các cơ sở vũ khí nước ngoài góp phần bảo vệ Nhật Bản. Lý do đưa ra là không bảo vệ hay trợ giúp nước đồng minh sẽ làm suy yếu liên minh giữa các nước và gây nguy hiểm cho Nhật Bản. Đây là những thay đổi quốc phòng lớn nhất của Nhật Bản kể từ Chiến tranh thế giới thứ hai. Đạo luật JSDF này được sửa đổi vào năm 2015 là nhằm nghiêm cấm nhân sự của JSDF tham gia vào các hoạt động phối hợp tập thể hay chỉ huy lực lượng mà không có thẩm quyền, hoặc vi phạm mệnh lệnh, vốn được cho là lý do tại sao Nhật Bản tiến hành can thiệp vào Trung Quốc trong Chiến tranh thế giới thứ hai. Một cuộc khảo sát của Credit Suisse được công bố vào năm 2015 đã xếp Nhật Bản là quốc gia có quân đội mạnh thứ 4 thế giới sau Nga, Trung Quốc và Hoa Kỳ.
Kể từ tháng 3 năm 2016, Luật Hòa bình và An ninh của Nhật Bản cho phép JSDF phản ứng liền mạch với bất kỳ tình huống nào, để bảo vệ cuộc sống và sinh kế của công dân Nhật Bản. Nó cũng tăng cường đóng góp chủ động cho hòa bình và an ninh trên thế giới và làm sâu sắc hơn tình hữu nghị với các đối tác. Điều này đã nâng cao mối quan hệ liên minh Nhật-Mỹ với tư cách là đối tác toàn cầu, nhằm thúc đẩy hòa bình và an ninh trong khu vực, cũng như cộng đồng quốc tế.
Tháng 5 năm 2017, Thủ tướng Abe Shinzo hứa sẽ sửa đổi Điều 9 Hiến pháp trước khi năm 2020 kết thúc, là điều khoản cấm Nhật Bản tuyên chiến để giải quyết tranh chấp quốc tế. Thủ tướng Shidehara Kijūrō viết Điều 9 dưới sự giám sát của chính quyền chiếm đóng.
Nhật Bản cuối cùng đã thành lập Lữ đoàn Cơ động Thủy lục (水陸機動団 Suirikukidōdan), là đơn vị thủy quân lục chiến đầu tiên của họ kể từ Chiến tranh thế giới thứ hai, vào ngày 7 tháng 4 năm 2018. Lực lượng này được huấn luyện để chống lại bất cứ thế lực nào xâm lược chiếm đóng các đảo của Nhật Bản. Bộ Quốc phòng cho biết, bắt đầu từ ngày 1 tháng 10 năm 2018, độ tuổi tối đa của người nhập ngũ và hạ sĩ quan sẽ được nâng từ 26 lên 32 để đảm bảo "nguồn cung cấp ổn định cho Lực lượng Phòng vệ trong bối cảnh nhóm tân binh đang ngày càng thấp đi do sự giảm xuống tỷ lệ sinh trong thời gian gần đây."
Tháng 3 năm 2019, Bộ Quốc phòng dự định thành lập đơn vị an ninh mạng khu vực đầu tiên trong Tập đoàn quân Tây Bộ của Lực lượng Phòng vệ Mặt đất Nhật Bản (JGSDF), nhằm bảo vệ hệ thống thông tin liên lạc quốc phòng khỏi các cuộc tấn công điện tử, chẳng hạn như cho binh sĩ được triển khai trên các hòn đảo xa xôi. thiết lập đường dây an toàn. Bộ Quốc phòng đã và đang phát triển bom lượn siêu thanh giúp tăng cường khả năng phòng thủ ở những hải đảo xa xôi của Nhật Bản, bao gồm cả quần đảo Senkaku. Khả năng tấn công chống mặt đất sẽ được sử dụng để giúp ích cho các hoạt động đổ bộ, tái chiếm các đảo xa của Lữ đoàn Cơ động Thủy lục.
Binh lính Anh thuộc Đại đội Pháo binh Danh dự (HAC) lần đầu tiên tiến hành một cuộc tập trận thực địa cùng với các binh sĩ Lực lượng Phòng vệ Mặt đất Nhật Bản tại đinh Oyama, tỉnh huyện Shizuoka vào ngày 2 tháng 10 năm 2018. Đây cũng là lần đầu tiên trong lịch sử, các binh sĩ ngoại quốc không phải người Mỹ có mặt trên thực địa, diễn tập trên đất Nhật Bản. Mục đích là để cải thiện quan hệ đối tác chiến lược và hợp tác an ninh giữa hai nước. Lực lượng Phòng vệ Mặt đất cùng Lục quân Ấn Độ cũng đã tiến hành cuộc tập trận chung đầu tiên tại bang Mizoram của Ấn Độ từ ngày 27 tháng 10 đến ngày 18 tháng 11 năm 2018, thực hành các cuộc diễn tập chống khủng bố và cải thiện hợp tác song phương giữa 60 sĩ quan Nhật Bản và Ấn Độ. Nhật Bản và Hoa Kỳ đã tiến hành loạt cuộc tập trận lớn nhất vòng quanh Nhật Bản cho đến nay tại Keen Sword hai năm một lần, từ ngày 29 tháng 10 đến ngày 2 tháng 11 năm 2018. Tập trận bao gồm tổng cộng 57.000 thủy thủ, thủy quân lục chiến và cả không quân, 47.000 quân nhân trong biên chế đến từ JSDF và 10.000 từ Quân đội Hoa Kỳ. Một tàu tiếp liệu hải quân và hộ tống hạm của Hải quân Hoàng gia Canada cũng tham gia. Ngoài ra còn có sự xuất hiện của các hoạt động mô phỏng không chiến, phòng thủ tên lửa đạn đạo và đổ bộ thủy lục.
Nhật Bản công bố tàu ngầm lớp Taigei (大鯨) dài 84 m, nặng 2.950 tấn vào ngày 4 tháng 10 năm 2018. Đây là lớp tiềm thủy đỉnh đầu tiên của Nhật Bản chạy bằng pin lithium-ion, được phát triển bởi Mitsubishi Heavy Industries. Lực lượng Phòng vệ Biển Nhật Bản tiến hành sử dụng nó lần đầu tiên vào tháng 3 năm 2020.
Chính phủ Nhật Bản đã thông qua công văn đầu tiên của JSDF tới một hoạt động gìn giữ hòa bình mà không do Liên hợp quốc lãnh đạo. Hai sĩ quan Lực lượng Phòng vệ Mặt đất theo dõi giám sát lệnh ngừng bắn giữa Israel và Ai Cập tại Bộ chỉ huy Lực lượng liên quốc gia & Quan sát viên ở bán đảo Sinai từ ngày 19 tháng 4 đến ngày 30 tháng 11 năm 2019. Bộ trưởng Quốc phòng Iwaya Takeshi công bố kế hoạch triển khai mẫu tên lửa đất đối hạm Kiểu 12 vào tháng 3 năm 2020. Tên lửa này có tầm bắn 300 km và sẽ được sử dụng để bảo vệ Quần đảo Nansei (Ryukyu) ở phía nam. Nhật Bản cũng đang phát triển một loại tên lửa lượn tốc độ cao, có tầm bắn lên đến 1000 km.
Vào ngày 10 tháng 9 năm 2020, Nhật Bản và Ấn Độ đã kí một hiệp ước quân sự có tên là Thỏa thuận Mua lại và Phục vụ chéo (ACSA). Hiệp ước cho phép trao đổi hỗ trợ hậu cần và vật tư giữa hai quốc gia. Mục đích là hợp tác chặt chẽ hơn, một khu vực Ấn Độ Dương - Thái Bình Dương Tự do và Mở và cũng để ngăn chặn sự xâm lược của Trung Quốc ở châu Á. Nhật Bản cũng đã có các thỏa thuận như vậy từ trước với các nước Úc, Canada, Pháp, Anh và Mĩ.
Ngày 5 tháng 5 năm 2022, Nhật Bản và Vương quốc Anh kí kết quan hệ đối tác phòng thủ làm sâu sắc thêm quan hệ quân sự, nhằm chống lại các cường quốc chuyên quyền, bá quyền ở châu Âu và khu vực châu Á-Thái Bình Dương. Hai Thủ tướng Kishida Fumio và Boris Johnson đều nhất nhất lên án Nga xâm lược Ukraina.

## Tổ chức

Cờ hiệu Thủ tướng Nhật Bản

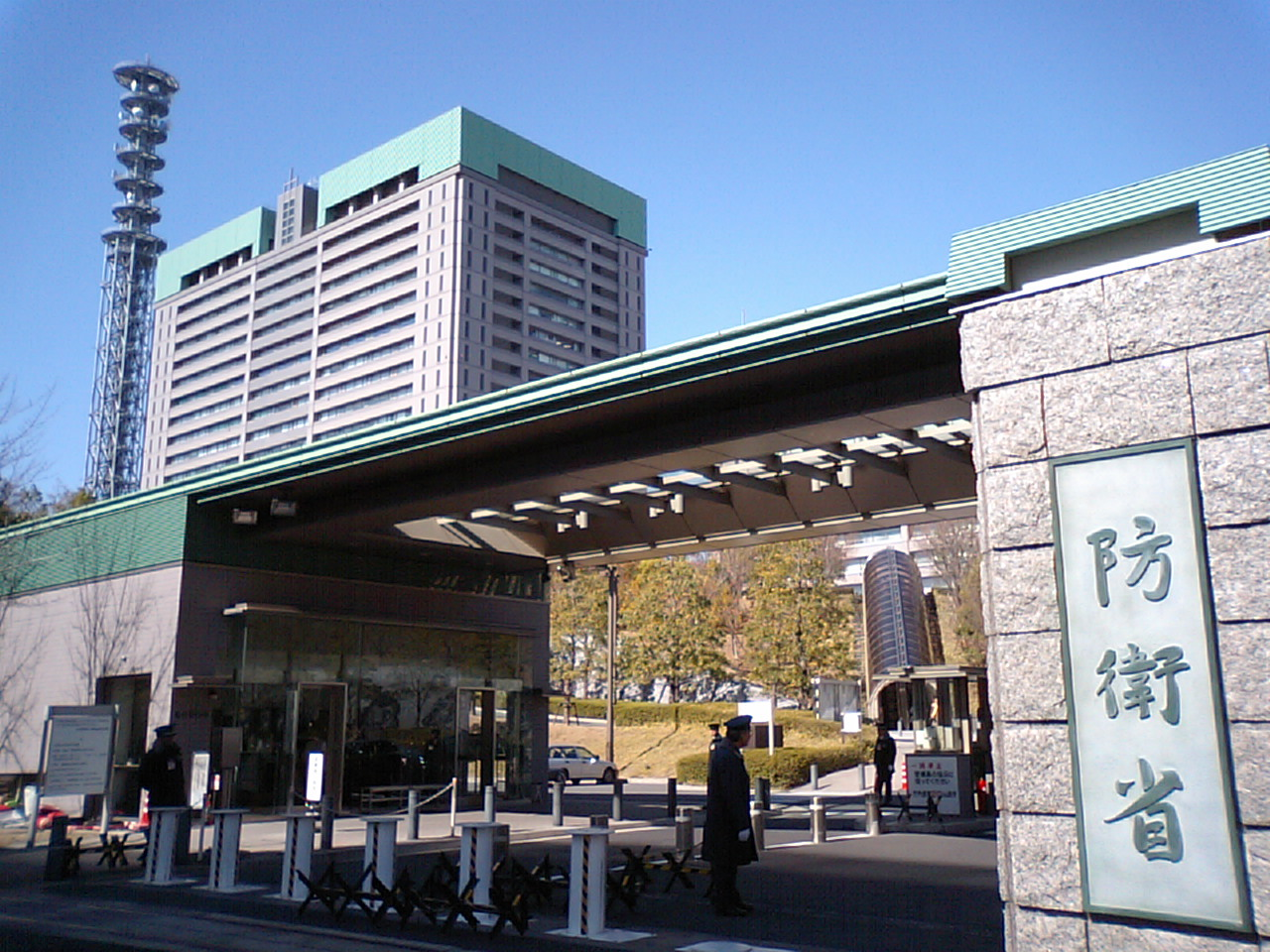
Bộ Quốc phòng Nhật Bản

Thủ tướng Nhật Bản là tổng tư lệnh của Lực lượng Phòng vệ Nhật Bản. Dưới quyền Thủ tướng là Bộ trưởng Bộ Quốc phòng.
Tổng Tham mưu trưởng (統合幕僚長, Tōgō Bakuryō-chō) có nhiệm vụ tham mưu cho Thủ tướng và Bộ trưởng Quốc phòng, đồng thời là người đứng đầu Bộ Tham mưu Liên quân (統合幕僚監部, Tōgō Bakuryō Kanbu). Bộ Tham mưu bao gồm Cố vấn cao cấp của Tổng Tham mưu trưởng, Phó Tổng Tham mưu trưởng, Phó Tham mưu trưởng Hành chính, và nhiều phòng ban và nhân viên đặc biệt. Mỗi nhánh quân đội có Tham mưu trưởng riêng đứng đầu.
Tổng Tham mưu trưởng là sĩ quan cấp cao nhất của Lực lượng Phòng vệ và phụ trách thi hành mệnh lệnh của Bộ trưởng Quốc phòng dưới chỉ đạo của Thủ tướng. Tổng Tham mưu trưởng giám sát các nhánh quân đội và nắm quyền chỉ huy vào thời chiến, nhưng trong thời bình chỉ được hoạch định chính sách và phối hợp quốc phòng.
Tham mưu trưởng của mỗi nhánh quân binh chủng có quyền quản lý lực lượng của họ.

### Nhánh quân chủng
- Lực lượng Phòng vệ Mặt đất (lục quân)
- Lực lượng Phòng vệ Biển (hải quân)
- Lực lượng Phòng vệ Trên không (không quân)

### Nhánh đơn vị
- Năm tập đoàn quân
- Năm vùng hải quân
- Bốn lực lượng phòng không

## Chính sách quốc phòng

### Hội đồng An ninh Quốc gia
Ngày 4 tháng 12 năm 2013 Hội đồng An ninh Quốc gia thành lập để cho Thủ tướng được thảo luận các vấn đề an ninh quốc gia thường xuyên và khi cần thiết.

### Điều 9 Hiến pháp

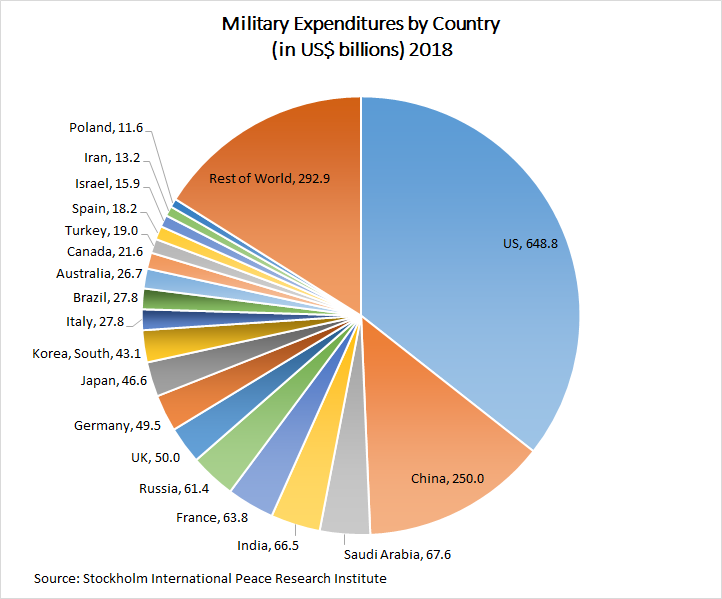
Biểu đồ tròn cho thấy chi tiêu quân sự của các nước vào năm 2018, tính bằng tỉ đô-la Mỹ, theo Viện nghiên cứu Hoà bình quốc tế Stockholm

Mặc dù Điều 9 Hiến pháp cấm Nhật Bản lập quân đội và tuyên chiến để giải quyết tranh chấp giữa các nước, từ năm 2000 có đề nghị làm suy yếu hay thậm chí xoá Điều 9. Hiện nay giới chính trị Nhật Bản giải thích hiến pháp cho thành lập quân đội để tự vệ, nên Lực lượng Phòng vệ chỉ được phụ trách quốc phòng và không có năng lực tấn công tầm xa.

### Ngân sách
Năm 1976, Thủ tướng Miki Takeo tuyên bố nên giữ chi tiêu quốc phòng ở mức 1% tổng sản phẩm quốc nội của Nhật Bản, giữ nguyên đến năm 1986. Năm 2005 ngân sách quân đội của Nhật Bản ở mức khoảng 3% ngân sách quốc gia; khoảng một nửa chi cho chi phí nhân sự, trong khi phần còn lại dành cho các chương trình vũ khí, chi phí bảo trì và vận hành. Năm 2011 Nhật Bản có ngân sách quân đội lớn thứ tám trên thế giới.

Biểu đồ tròn cho thấy chi tiêu quân sự toàn cầu theo quốc gia trong năm 2019, tính bằng tỷ đô la Mỹ, theo SIPRI

Năm 2015, Lực lượng Phòng vệ Nhật Bản có ngân sách 4,98 nghìn tỷ Yên, tăng 2,8% so với năm trước.
liên_kết=|nhỏ

## Triển khai tên lửa chống đạn đạo

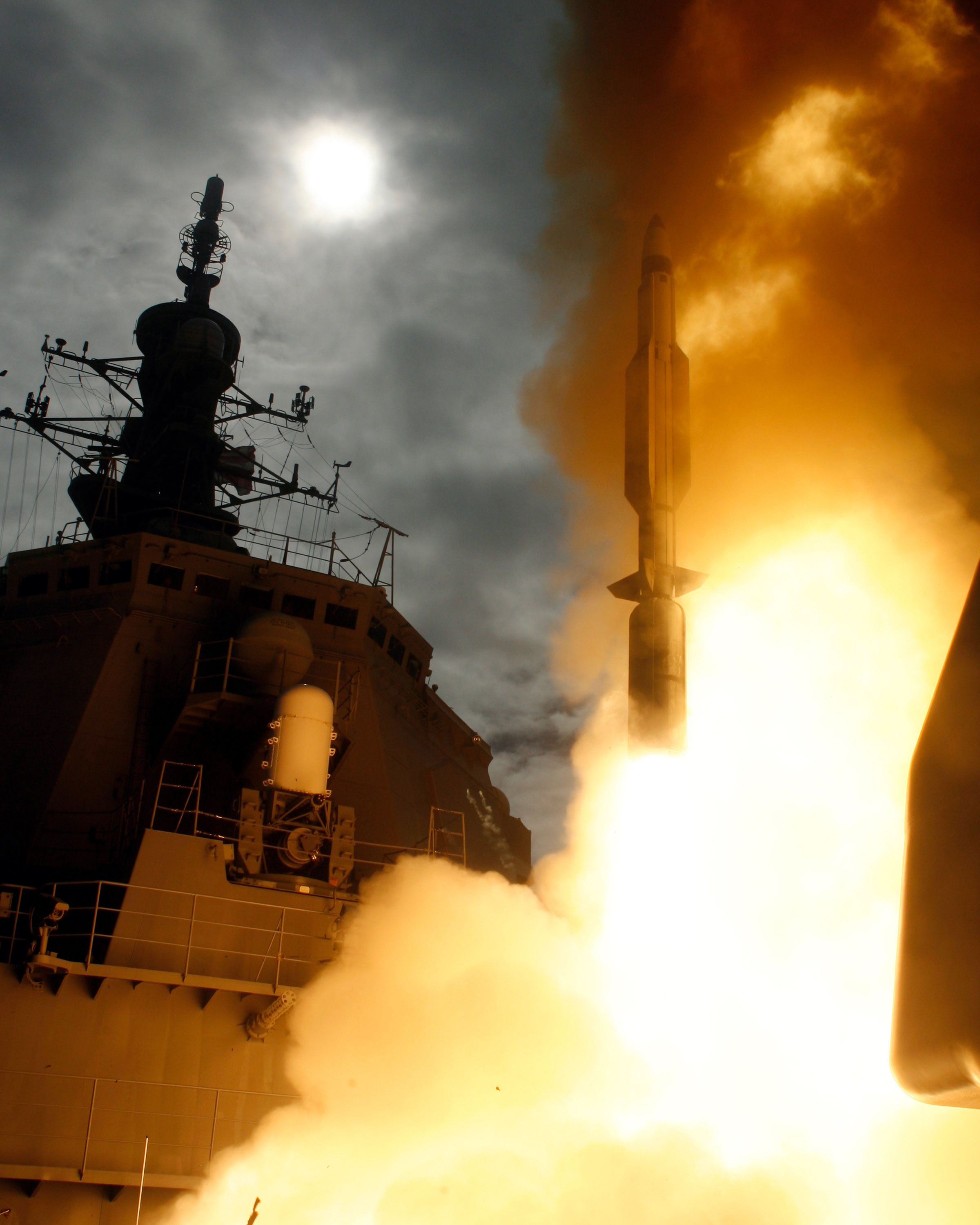
Tàu khu trục JS Kongō (DDG-173) phóng tên lửa chống đạn đạo Standard Missile 3 để chặn tên lửa mục tiêu phóng từ Căn cứ Trường bắn tên lửa Thái Bình Dương vào ngày 17 tháng 12 năm 2007

Sau khi Triều Tiên phóng vệ tinh Quang Minh Tinh 1 vào tháng 8 năm 1998, nghi là vụ thử tên lửa dẫn đường, thì Nhật Bản quyết định tham gia chương trình phát triển tên lửa chống đạn đạo của Hoa Kỳ. Tháng 8 năm 1999 chính phủ Nhật Bản, Đức và Hoa Kỳ đồng ý hợp tác nghiên cứu và phát triển Hệ thống phòng thủ tên lửa dẫn đường Aegis. Năm 2003 chính phủ Nhật triển khai ba loại hệ thống Aegis là phương tiện phòng không, Aegis trên biển và Aegis PAC-3 trên đất liền.
Ngày 30 tháng 7 năm 2018, Nhật Bản thuê Lockheed Martin chế tạo máy radar trị giá 1,2 tỷ USD cho hai trạm phòng không chống đạn đạo trên mặt đất. Cùng ngày Bộ Quốc phòng Nhật Bản cho biết đang suy xét rút các đơn vị đánh chặn tên lửa PAC3 từ khu vực phía bắc và phía tây của nước trong bối cảnh ngớt căng thẳng với Triều Tiên. Viên chức Bộ nói khả năng Triều Tiên bắn tên lửa dẫn đường giảm sau cuộc họp thượng đỉnh với Hoa Kỳ vào tháng trước. Tuy nhiên cũng cho biết sẽ vẫn bắn hạ bất kỳ tên lửa nào bay tới và nói thêm là sẽ sẵn sàng triển khai lại các đơn vị PAC3 nếu tình hình thay đổi.

## Lực lượng Thủy quân lục chiến
Năm 2016 Nhật Bản bắt đầu thành lập Lữ đoàn Thủy quân lục chiến cơ động để tiến hành các hoạt động đổ bộ và chiếm lại bất kỳ đảo Nhật nào bị kẻ thù chiếm đoạt do căng thẳng về quần đảo Senkaku, là đơn vị lính thủy đánh bộ đầu tiên kể từ Chiến tranh thế giới thứ hai.
Ngày 7 tháng 4 năm 2018, lữ đoàn Thủy quân lục chiến cơ động được kích hoạt ở Trại Ainoura của Lực lượng Phòng vệ Đánh bộ tại Sasebo, trên đảo Kyushu phía tây nam Nhật Bản. Lữ đoàn phụ trách bảo vệ các đảo do Nhật Bản làm chủ hay tranh chấp dọc theo rìa Biển Hoa Đông, đặc biệt khi Trung Quốc chi tiêu quốc phòng và để ý tới khu vực ngày càng nhiều. Để bảo vệ các đảo phía tây nam, Nhật Bản bắt đầu biến hạm đội hai tàu khu trục loại Izumo từ "tàu khu trục chở trực thăng" thành tàu sân bay có khả năng phóng máy bay F-35B, là tàu sân bay đầu tiên của Nhật Bản kể từ Chiến tranh thế giới thứ hai.

## Thuật cận chiến
Thuật cận chiến của lính Lực lượng Phòng vệ tên là Võ thuật Lực lượng Phòng vệ (自衛隊格闘術, Jieitaikakutōjutsu). Ra đời vào năm 1959, lấy các thuật dùng dao và lưỡi lê của lính Lục quân Đế quốc làm nền móng, có bổ sung cách đánh tay đôi dựa trên Quyền pháp Nhật Bản (Nippon Kempo) và Tomiki-Ryu Aikido tức là Shodokan Aikido hiện nay. Từ năm 2006 đến năm 2007 được cải tiến, vào năm 2008 bộ thuật mới được giới thiệu, đặt nặng động tác ném, khoá họng, và phòng thủ bằng dao.

## Nhiệm vụ và hoạt động

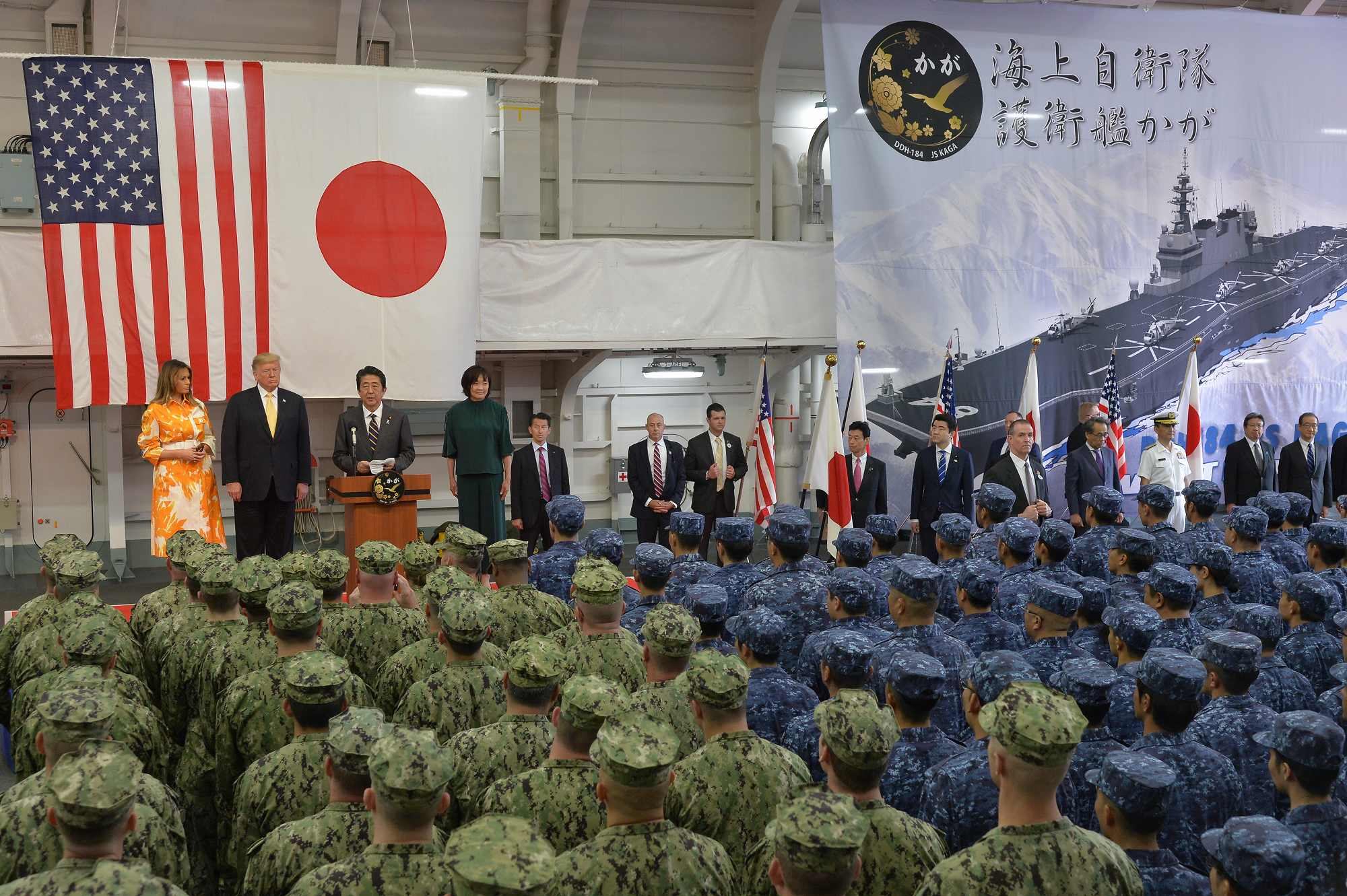
Thủ tướng Nhật Bản Abe Shinzo và Tổng thống Hoa Kỳ Donald Trump phát biểu trên JS Kaga

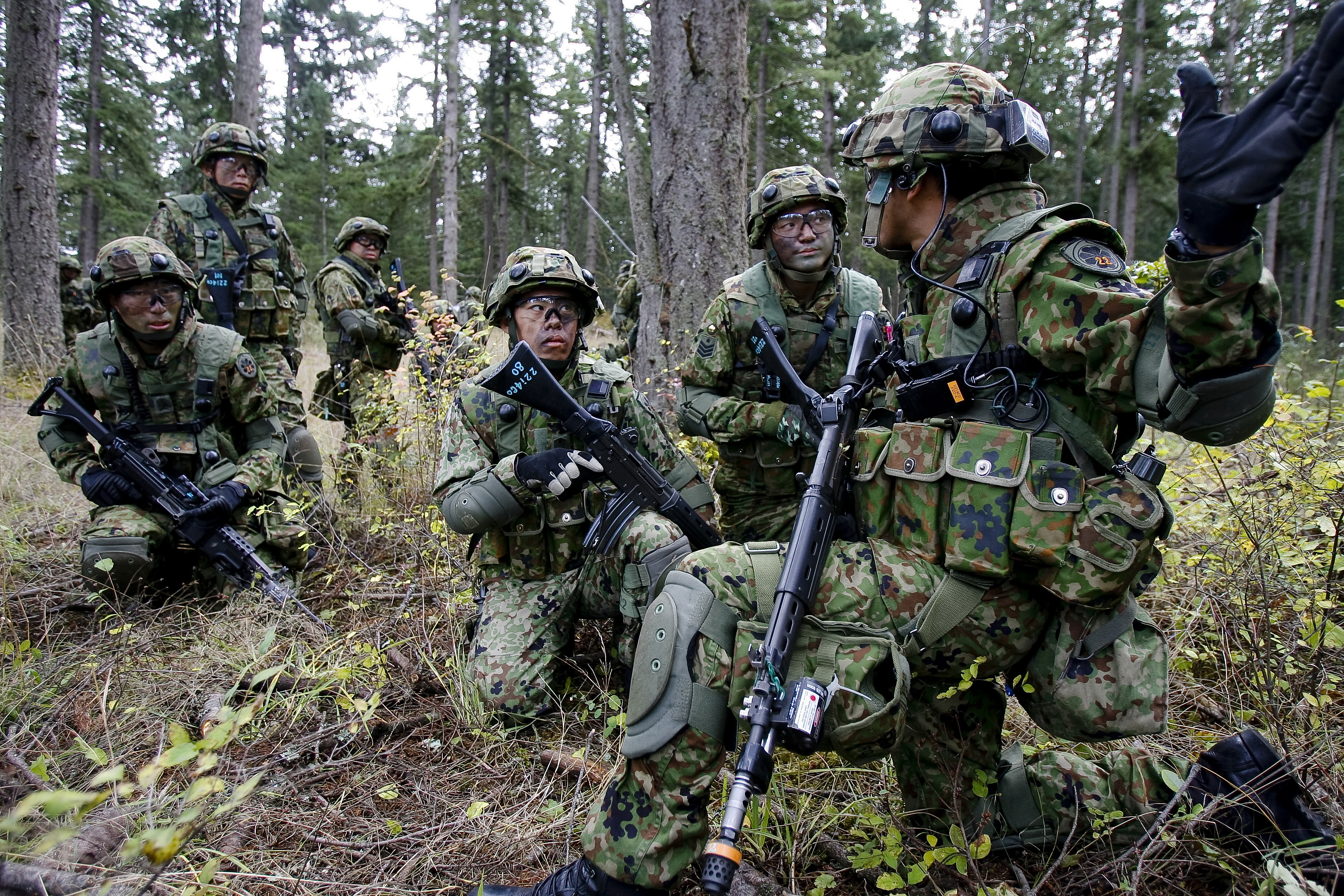
Lính Lực lượng Phòng vệ Mặt đất tập luyện

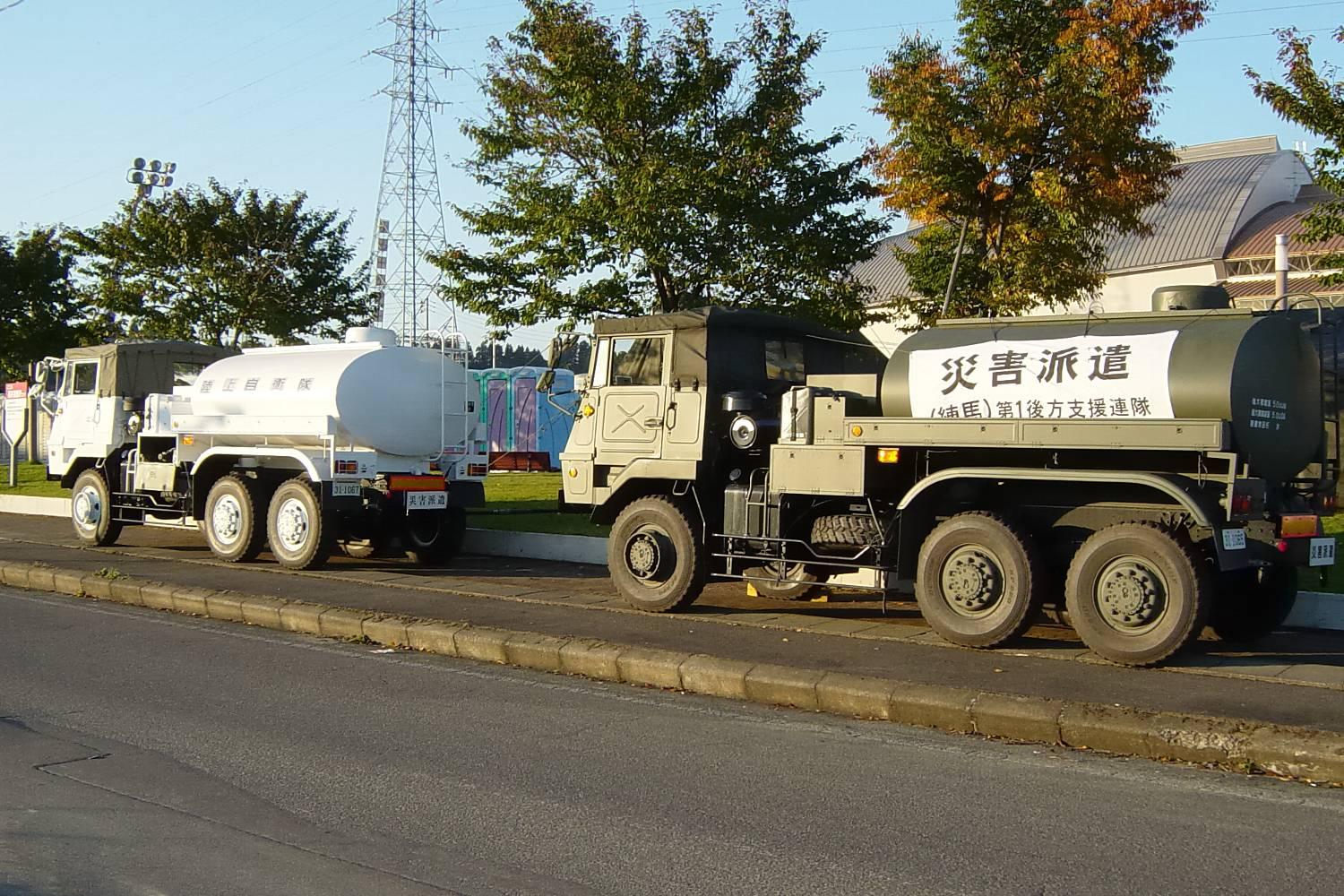
Lực lượng Phòng vệ Mặt đất Nhật Bản cứu trợ thiên tai

Lực lượng Phòng vệ có vai trò cứu trợ thiên tai theo Điều 83 của Luật tổ chức Lực lượng Phòng vệ năm 1954. Các đơn vị phải giúp các thống đốc tỉnh dập lửa, tìm kiếm cứu nạn và chống lũ lụt bằng cách gia cố các bờ bao và những con đê nếu được yêu cầu.
Cuối tháng 6 và đầu tháng 7 năm 2014 Thủ tướng Abe Shinzo cùng nội các dỡ bỏ lệnh cấm quân đội Nhật Bản hoạt động ở nước ngoài, thi hành từ cuối Chiến tranh thế giới thứ hai, để củng cố vị thế của Nhật Bản trước Trung Quốc ngày càng lấn áp và vụ thử vũ khí hạt nhân của Triều Tiên. Tuy được xem là phù hợp với Điều 9 Hiến pháp, chính phủ báo hiệu có thể tìm cách giải thích lại điều khoản này trong tương lai.

### Gìn giữ hoà bình

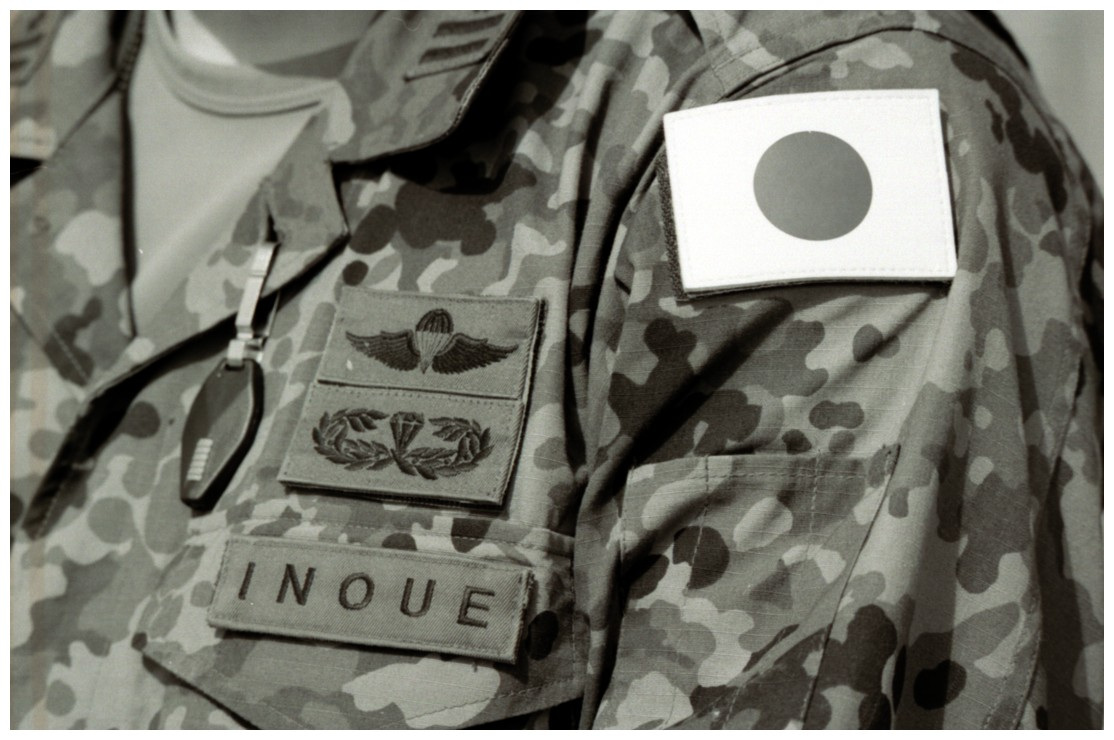
Quân phục lính Lực lượng Tự vệ Nhật Bản phục vụ ở Baghdad, Iraq (tháng 4 năm 2005)

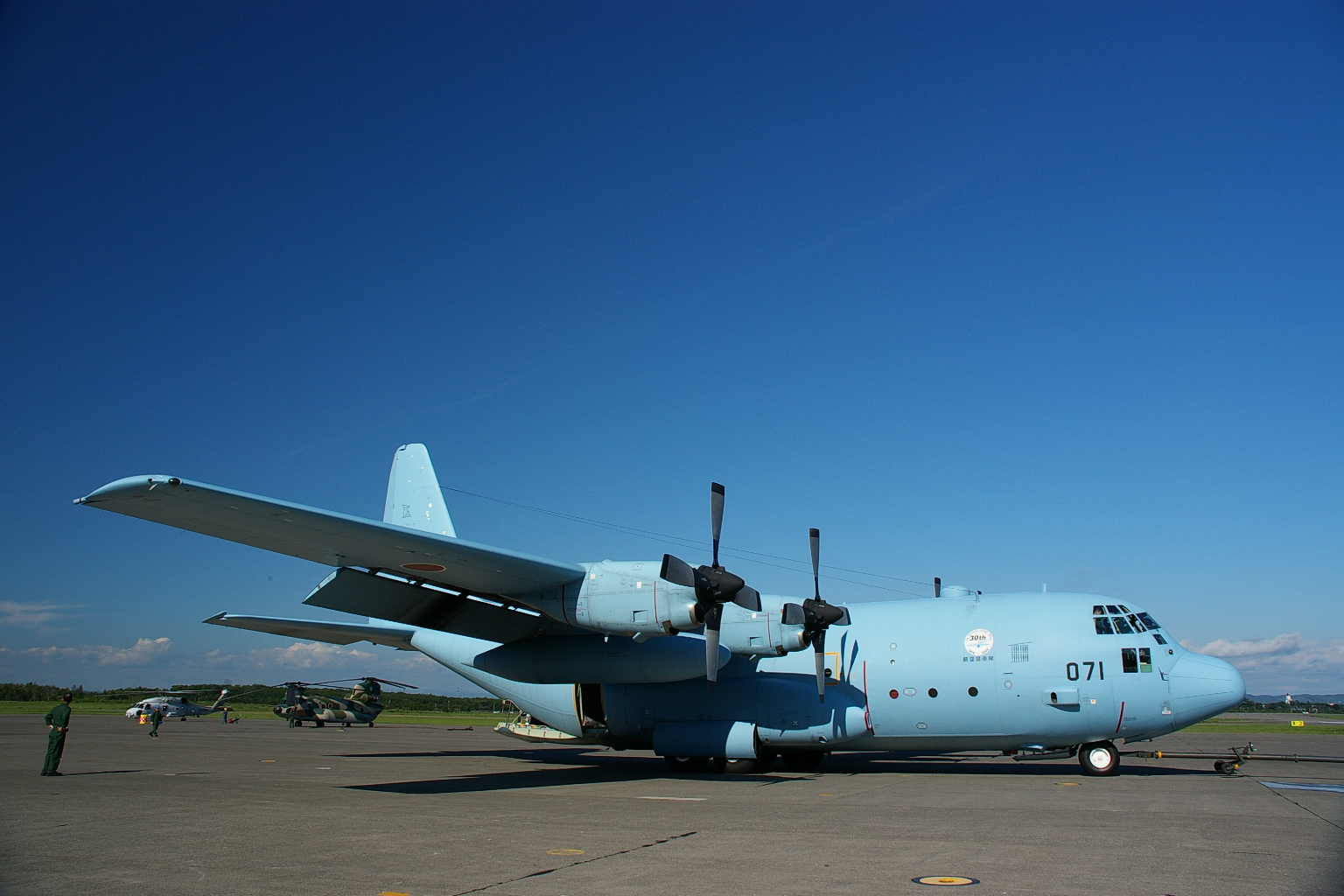
Máy bay C-130 Hercules của Lực lượng Tự vệ Trên không trợ giúp lính Nhật ở Iraq

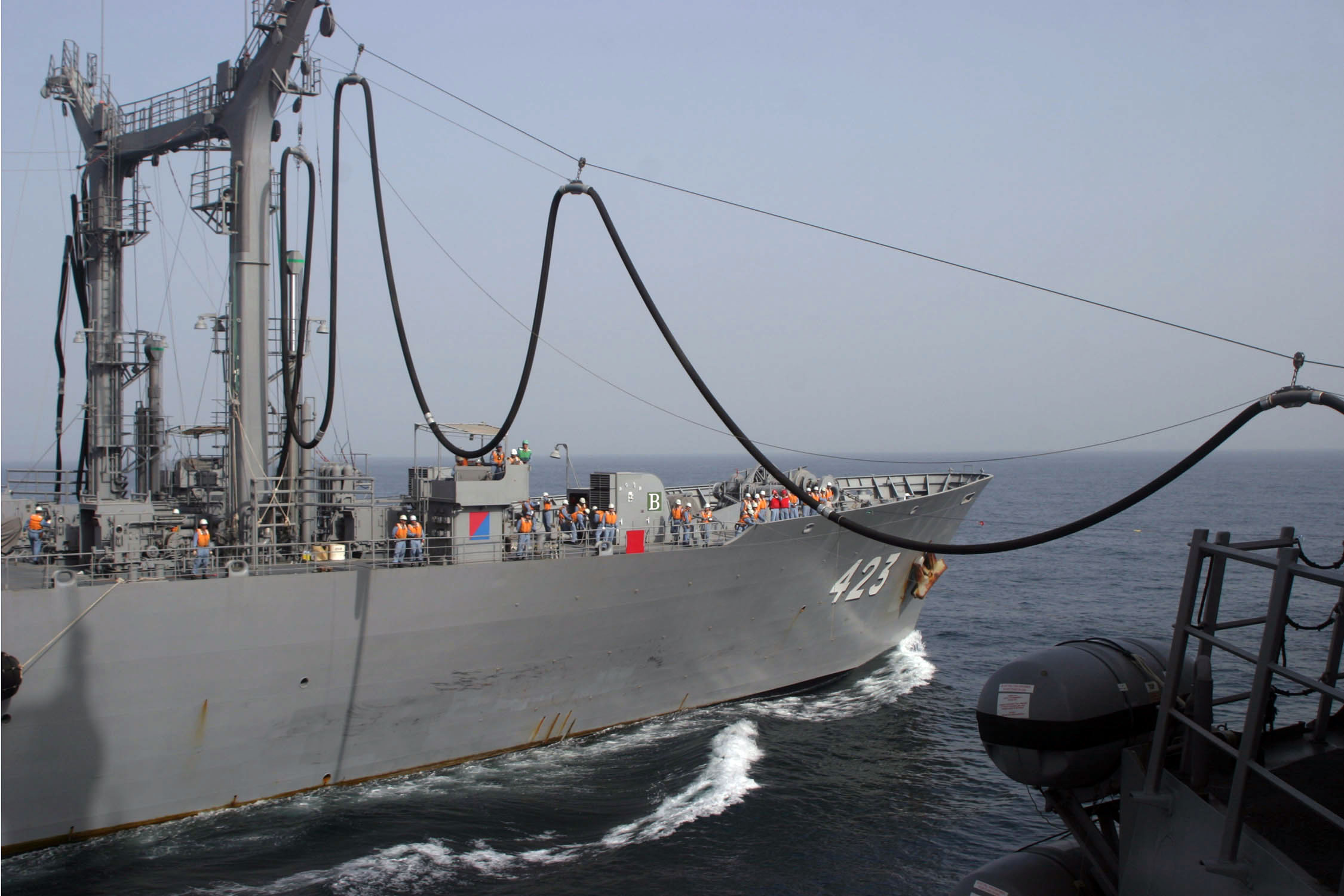
Tàu cung cấp của Lực lượng Phòng vệ Biển tiếp nhiên liệu cho tàu trên Ấn Độ Dương

Tháng 6 năm 1992, Quốc hội Nhật Bản thông qua Luật hợp tác gìn giữ hoà bình Liên hợp quốc cho phép Lực lượng Phòng vệ tham gia những hoạt động y tế, đưa đi hồi hương người tị nạn, hậu cần, tái thiết cơ sở hạ tầng, giám sát bầu cử, và trị an của Liên hợp quốc theo các điều kiện nghiêm ngặt.
Lực lượng Phòng vệ ở Campuchia cùng nỗ lực ngoại giao của Nhật Bản góp phần thực hiện thành công Hiệp định Hoà bình Paris năm 1991.
Chánh văn phòng Nội các Machimura Nobutaka đã nói rằng đang thảo luận với Bộ trưởng Quốc phòng Ishiba Shigeru và Bộ trưởng Ngoại giao Komura Masahiko về khả năng làm luật cho phép Lực lượng Phòng vệ gia nhập các đoàn gìn giữ hoà bình ở nước ngoài. Theo tờ báo Mainichi Shimbun chính phủ đã xem xét thông qua luật gìn giữ hoà bình. Năm 2014 không có tiến triển do Đảng Công Minh lo rằng Lực lượng Phòng vệ có thể bị cử tham gia đoàn gìn giữ hoà bình không liên hệ tới Nhật Bản.
Năm 2004 chính phủ Nhật Bản ra lệnh triển khai một đội của Lực lượng Phòng vệ đến trợ giúp xây dựng lại Iraq theo yêu cầu của Hoa Kỳ, một bước ngoặt quan trọng trong lịch sử Nhật Bản vì là lần đầu tiên Nhật Bản đưa quân ra nước ngoài kể từ Chiến tranh thế giới thứ hai, trừ một vài hoạt động gìn giữ hoà bình của Liên hợp quốc. Công chúng tranh cãi nhau dữ dội, đặc biệt là vì hiến pháp quy định quân đội Nhật Bản chỉ được tự vệ, trong khi hoạt động ở Iraq dường như chẳng liên quan gì đến nhiệm vụ đó. Mặc dù có vũ khí, vì bị hiến pháp hạn chế nên Lực lượng Phòng vệ phải được các đơn vị Lực lượng Đặc nhiệm Nhật Bản và các đơn vị Úc bảo vệ. Lính Nhật ở Iraq chỉ làm công tác nhân đạo và tái thiết và không được bắn trừ khi bị bắn trước. Năm 2006 Nhật Bản lui binh.
Lực lượng Nhật Bản thường xuyên có mặt trong các đội cứu trợ thiên tai quốc tế: Rwanda (1994), Honduras (1998), Thổ Nhĩ Kỳ (1999), Tây Timor (1999–2000), Afghanistan (2001), Iraq (2003), Iran (2003–2004), Thái Lan (2004–2005), Indonesia (2005, 2006, 2009), Nga (2005), Pakistan (2005, 2010), Haiti (2010), New Zealand (2011). Sau trận động đất ở Haiti thì Nhật Bản triển khai một đội bao gồm kỹ sư, máy ủi, và máy móc hạng nặng để giúp đỡ Phái bộ Bình ổn của Liên hợp quốc tại Haiti. Nhiệm vụ của họ là gìn giữ hoà bình, dọn dẹp đống đổ nát, và xây dựng lại đường xá nhà cửa.
Lực lượng Phòng vệ có tiến hành các hoạt động ở nước ngoài như phái lực lượng gìn giữ hòa bình tới Campuchia. Năm 2003 Nhật Bản ban hành luật đối phó với các cuộc tấn công vũ trang và sửa đổi Luật tổ chức Lực lượng Phòng vệ.

#### Hoạt động hải quân ở nước ngoài
Lực lượng Phòng vệ Biển đã triển khai lực lượng ngoài khơi Somalia để bảo vệ các tàu Nhật khỏi cướp biển Somalia, bao gồm hai tàu khu trục có khoảng 400 thủy thủ, trực thăng tuần tra, tàu cao tốc, tám sĩ quan của Đội Cảnh vệ Bờ biển để thu thập bằng chứng tội phạm và xử lý các nghi phạm cướp biển, một lực lượng biệt kích từ Đơn vị Lên máy bay Đặc biệt tinh nhuệ, và máy bay tuần tra P-3 Orion ở Vịnh Aden. Ngày 19 tháng 6 năm 2009 Quốc hội Nhật Bản thông qua luật chống cướp biển, cho phép quân Nhật bảo vệ các tàu thuyền không phải của Nhật Bản. Tháng 5 năm 2010 Nhật Bản thông báo ý định xây dựng căn cứ hải quân thường trực ở Djibouti để cung cấp an ninh cho các tàu Nhật chống lại cướp biển Somali.
Ngày 1 tháng 7 năm 2011 Căn cứ Lực lượng Phòng vệ ở Djibouti khai trương. Ban đầu chứa khoảng 170 nhân viên Lực lượng Phòng vệ và bao gồm các cơ sở hành chính, nhà ở, y tế, nhà bếp ăn uống, và giải trí cũng như nhà chứa bảo dưỡng máy bay và sân đỗ. Hiện tại có khoảng 200 nhân viên và hai máy bay P-3C.

## Quân phục, quân hàm và phù hiệu
Binh chủng mà các quân nhân Lực lượng Phòng vệ Mặt đất biên chế vào được biểu thị bằng cấp ngạch và lon có màu sắc đặc biệt: đối với bộ binh là màu đỏ; pháo binh là màu vàng; thiết giáp là màu da cam; kĩ thuật là màu tím; bom mìn là màu xanh lá cây nhạt; quân y là màu xanh lá cây; không lực (không quân lục quân) là màu xanh nhạt; thông tin là màu xanh lam; hậu cần là nâu; vận tải là màu tím sẫm; không vận là màu trắng; những ngoại lệ thì phân chia vào màu xanh đậm. Phù hiệu trên mũ của Lực lượng Phòng vệ Mặt đất là bông hoa anh đào, có hai nhánh cây thường xuân bên dưới, một hình chữ V ở phía dưới giữa gốc của các nhánh; phù hiệu trên mũ của Lực lượng Phòng vệ Biển là hình mỏ neo bị vướng, bên dưới một bông hoa anh đào bao quanh bởi các dây leo thường xuân ở hai bên và dưới cùng; phù hiệu huy hiệu trên mũ của Lực lượng Phòng vệ Trên không có hình đại bàng, bên dưới là ngôi sao và hình lưỡi liềm, được viền bên dưới với biểu tượng đôi cánh cách điệu.
Có chín cấp bậc sĩ quan hiện hành trong JSDF, cùng với một cấp bậc quân nhân chuyên nghiệp, năm cấp bậc hạ sĩ quan và ba cấp bậc binh nhì. Cấp bậc cao nhất của hạ sĩ quan là trung sĩ nhất (trong JMSDF là thượng sĩ hải quân và trong JASDF là thượng sĩ nhất), được thành lập vào năm 1980 để cung cấp nhiều cơ hội thăng tiến hơn và thời hạn phục vụ ngắn hơn như trung sĩ hạng nhất, trung sĩ nhất hải quân hoặc thượng sĩ. Theo hệ thống trước đó, hạ sĩ quan trung bình chỉ được thăng cấp hai lần trong khoảng ba mươi năm phục vụ và duy trì ở cấp bậc cao nhất trong gần mười năm.

## Vai trò trong xã hội Nhật Bản
Do phong trào chống chủ nghĩa quân phiệt, ủng hộ chủ nghĩa hòa bình lan rộng khắp Nhật Bản sau Chiến tranh thế giới thứ hai, Lực lượng Phòng vệ là đối tượng bị quần chúng chế giễu và khinh bỉ hàng đầu trong những năm đầu thành lập. Lực lượng này bị gọi một cách công khai là "bọn ăn trộm thuế" và quân nhân mặc quân phục có khi còn bị ném đá khi ra ngoài nơi công cộng.
Sự đánh giá cao đối với JSDF lại tăng lên trong những năm 1980, với hơn một nửa số người được hỏi trong cuộc khảo sát năm 1988 bày tỏ sự quan tâm của mình đến JSDF, hơn 76% trong số đó cho thấy rằng họ có ấn tượng tốt. Mặc dù đa số (63,5%) người được hỏi đều nhận thức được rằng mục đích chính của JSDF là duy trì an ninh quốc gia, tuy nhiên vẫn có một số lượng lớn hơn (77%) coi hoạt động cứu trợ thiên tai đã là chức năng hữu ích nhất của JSDF. Do đó, Lực lượng Phòng vệ tiếp tục dành nhiều thời gian và nguồn lực của mình để cứu trợ thiên tai và làm thêm một vài hoạt động dân sự khác. Từ năm 1984 đến năm 1988, theo yêu cầu của các thống đốc tỉnh, JSDF đã hỗ trợ khoảng 3.100 hoạt động cứu trợ thảm họa, với sự tham gia của khoảng 138.000 nhân sự, 16.000 phương tiện, 5.300 máy bay và 120 tàu thuyền các loại. Loạt hoạt động cứu trợ thiên tai đã làm gia tăng sự yêu mến của quần chúng đối với lực lượng. Ngoài ra, JSDF còn tham gia vào những hoạt động phòng, chống thảm họa động đất và xử lí lượng lớn vật liệu nổ còn sót lại từ Chiến tranh thế giới thứ hai, đặc biệt là ở tỉnh huyện Okinawa. Lực lượng cũng tham gia vào nhiều dự án công trình công cộng, hợp tác quản lí các sự kiện thể thao, tham gia thám hiểm Nam Cực hàng năm, cũng như thực hiện khảo sát trên không để báo cáo về tình trạng băng giá cho ngư dân, hình thành địa lí cho các dự án xây dựng. Đặc biệt nhạy cảm trong việc duy trì mối quan hệ hài hòa với những cộng đồng gần các căn cứ quốc phòng, JSDF đã xây dựng nhiều con đường mới, mạng lưới thủy lợi và trường học ở những khu vực đó. Ngoài ra, hệ thống cách âm cũng được lắp đặt trong nhà và các công trình công cộng gần sân bay ồn ào.

## Ngày Kỉ niệm Lực lượng Phòng vệ

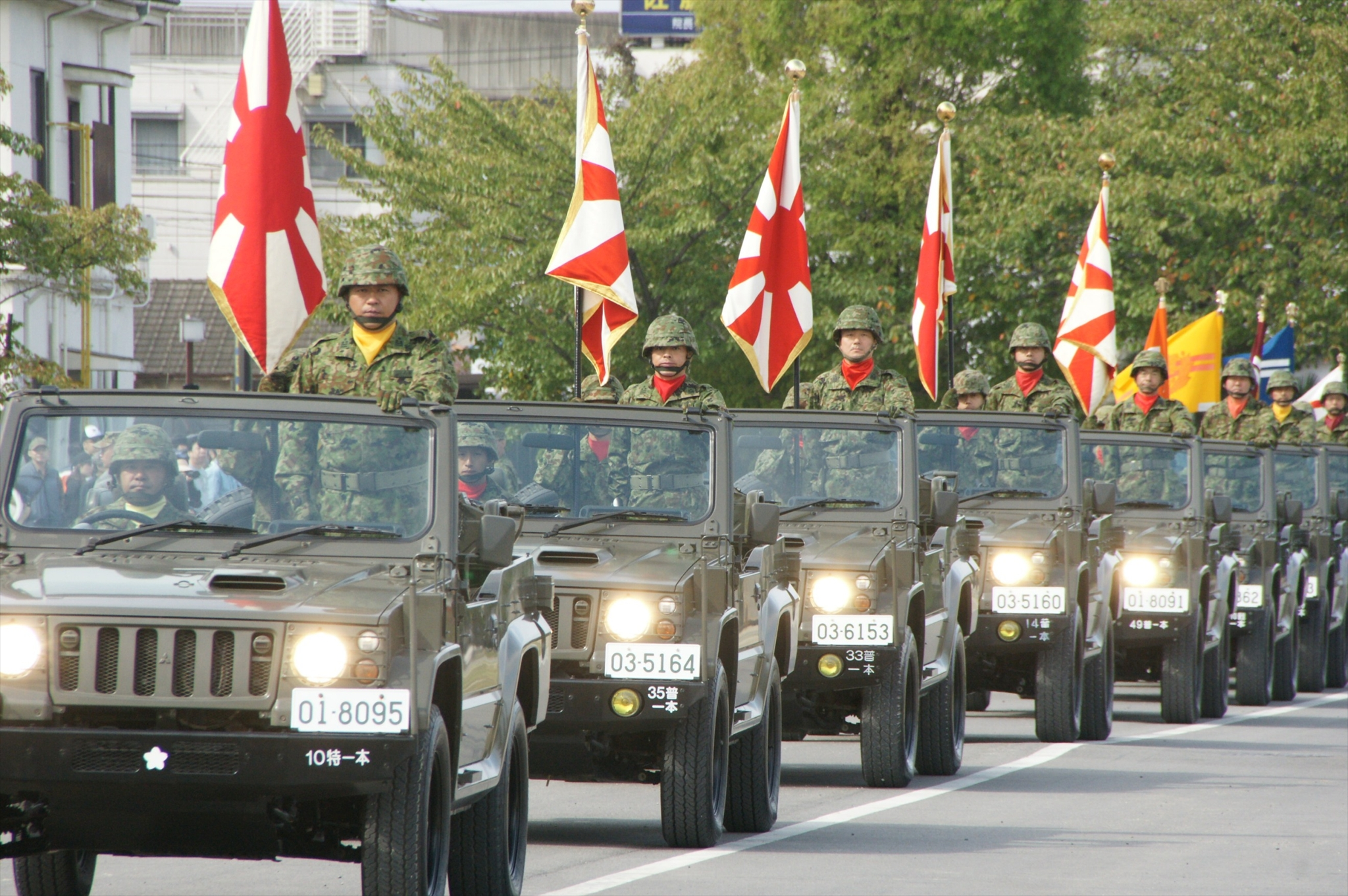
Đoàn trưởng của Sư đoàn 10 và những trung đoàn khác vào Ngày Lực lượng Phòng vệ năm 2011

Ngày Kỉ niệm Lực lượng Phòng vệ (自衛隊記念日 (Tự vệ đội Ký niệm nhật) Jieitai Kinen'bi) là ngày kỉ niệm thành lập Lực lượng Phòng vệ Nhật Bản, bắt đầu từ năm 1966. Mỗi năm Lực lượng Phòng vệ Mặt đất, Biển, và Trên không thay phiên nhau tổ chức duyệt binh. Bên cạnh đó còn có sự kiện âm nhạc dài ba ngày gọi là Lễ hội diễu hành Lực lượng Phòng vệ.

### Duyệt hạm
Cuộc duyệt binh của Hạm đội 28 được tổ chức tại Vịnh Sagami vào ngày 18 tháng 10 năm 2015. 42 hạm tham gia hành trình kỷ niệm, gồm mẫu hạm JS Izumo và sáu hạm từ Úc, Pháp, Ấn Độ, Hàn Quốc và Hoa Kỳ. 37 máy bay của Lực lượng Phòng vệ Trên không và không lực Hoa Kỳ đã bay qua.
Trong Ngày Kỉ niệm Lực lượng Phòng vệ năm 2018, Thủ tướng Abe Shinzō đã duyệt binh JSDF tại Doanh trại Asaka. 4.000 quân lính, 260 xe tăng, phương tiện quân sự và 40 máy bay chiến đấu đã tham gia. Theo Abe, họ đã có được sự tin tưởng, trông cậy của quần chúng, và trách nhiệm của các chính khách nay là phải sửa đổi được hiến pháp năm 1947 cho JSDF, mang lại cho họ cảm giác tự hào.

## Bảo tàng Lực lượng Phòng vệ
Đây là những bảo tàng giới thiệu về JSDF, trưng bày những truyền thống, vật chứng lịch sử của lực lượng này.
- Bảo tàng Tự vệ Đội Biển Kure - giới thiệu về Lực lượng Phòng vệ Biển và gồm cả tiềm thủy đĩnh Akishio (SS-579) thuộc lớp Yūshio đã nghỉ hưu.
- Trung tâm Thông tin Công cộng JGSDF - cơ sở này có một bảo tàng trung bày các thiết bị và phương tiện chiến đấu thực sự của Lực lượng Phòng vệ Mặt đất.
- Căn cứ không quân Hamamatsu - nơi đây có bảo tàng về Lực lượng Phòng vệ Trên không với máy bay, công nghệ hàng không, tokusatsu và lịch sử quân sự của đất nước Nhật Bản.
- Bảo tàng Lực lượng Phòng vệ Biển Sasebo - nơi có nhiều tư liệu lịch sử và trưng bày trang thiết bị của Lực lượng Phòng vệ Biển Nhật Bản.
- Bảo tàng Căn cứ Không quân Kanoya - là bảo tàng lịch sử của Lực lượng Phòng vệ Trên không Nhật Bản ở thành phố Kanoya, tỉnh huyện Kagoshima.

## Hình ảnh

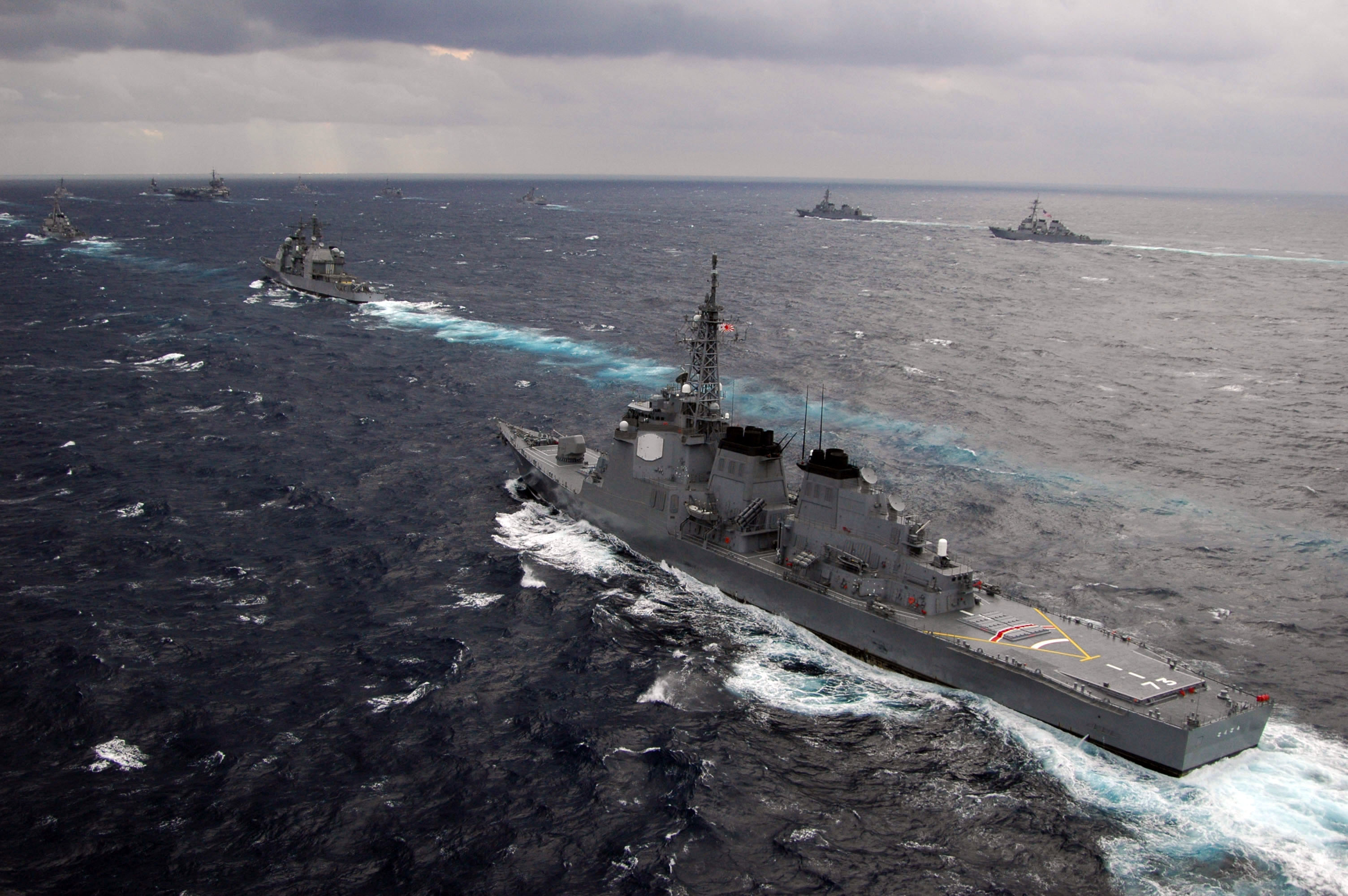
JS Kongō (DDG-173), khu trục hạm lớp Kongō (1990)
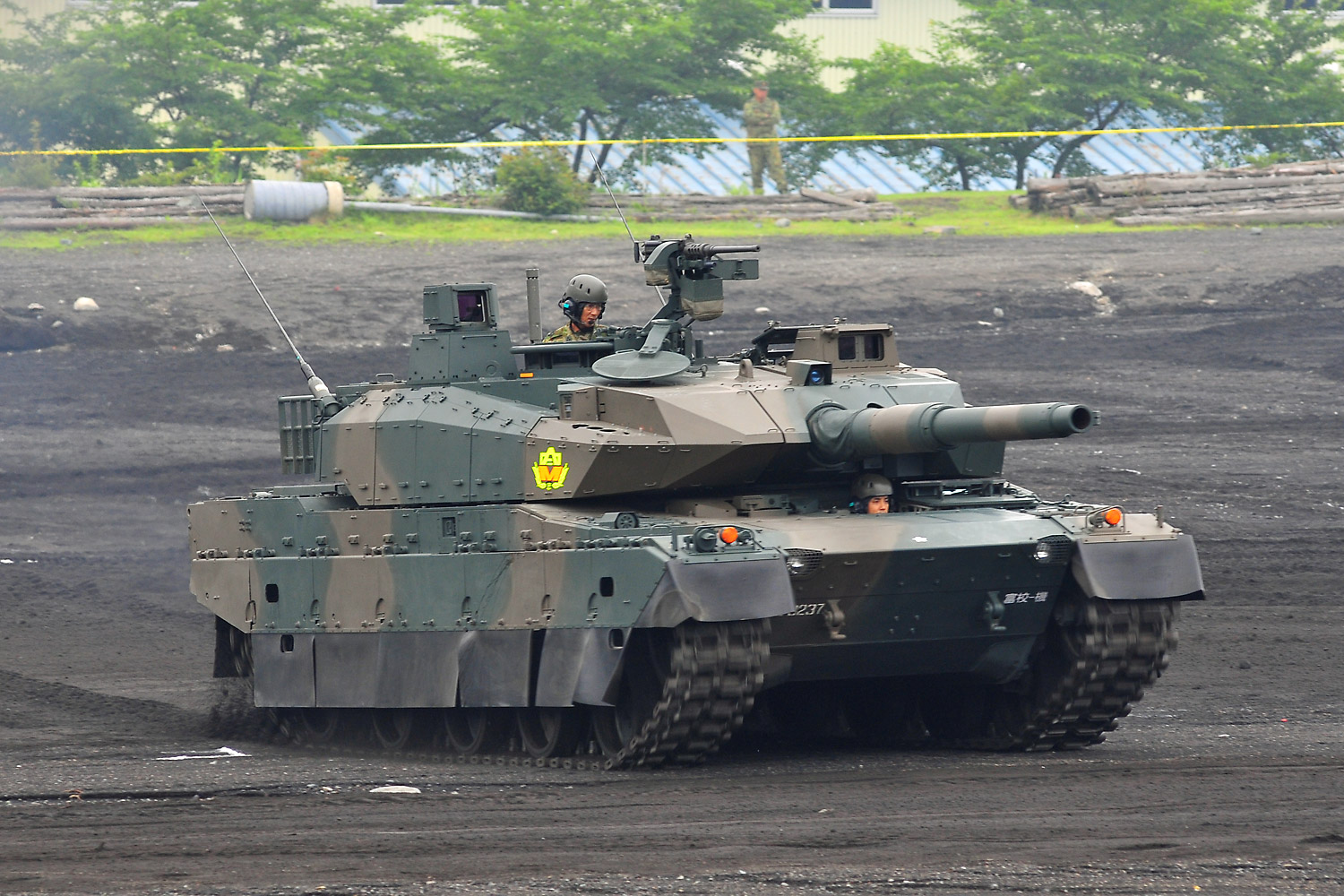
Xe tăng chủ lực Type 10
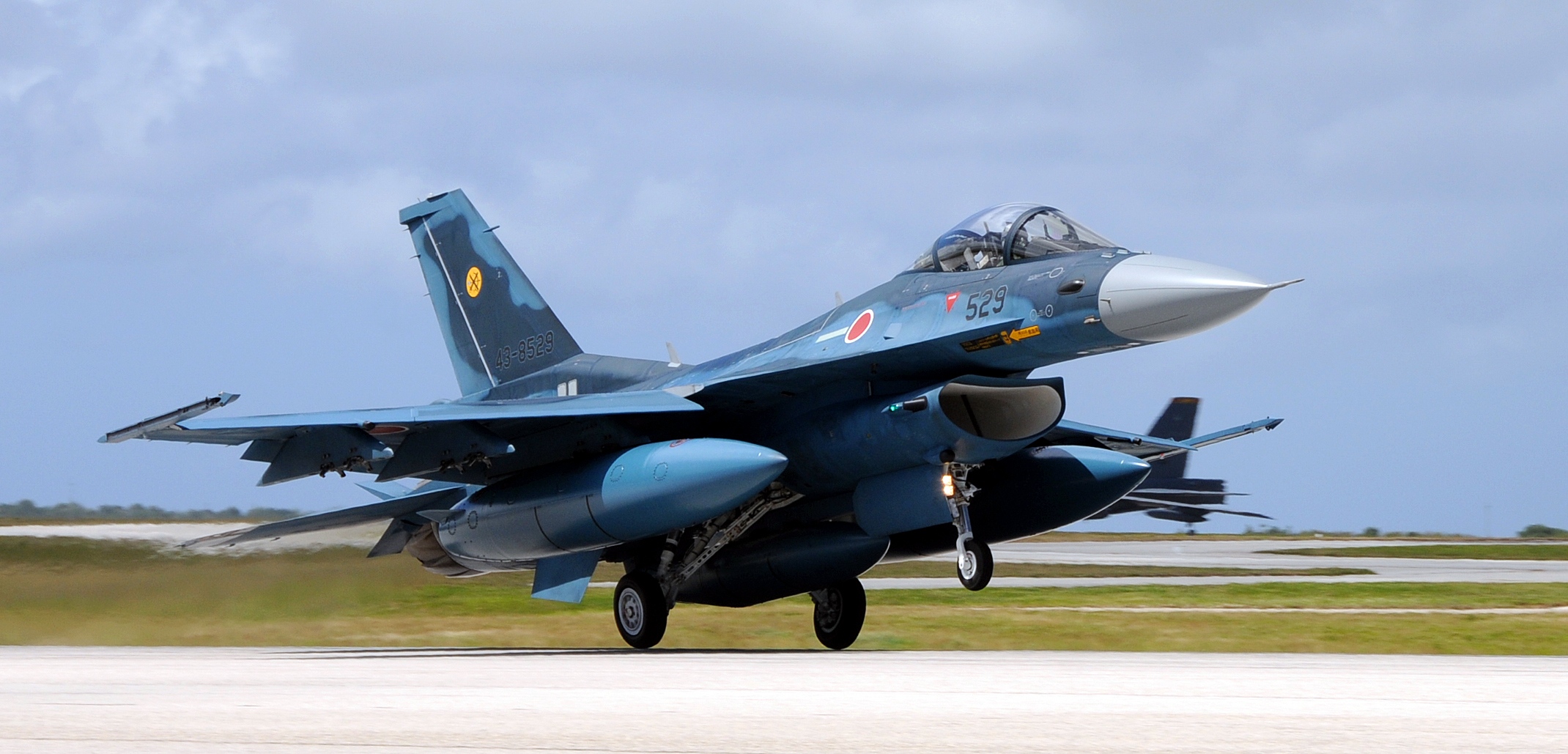
Mitsubishi F-2 của Lực lượng Phòng vệ Trên không Nhật Bản
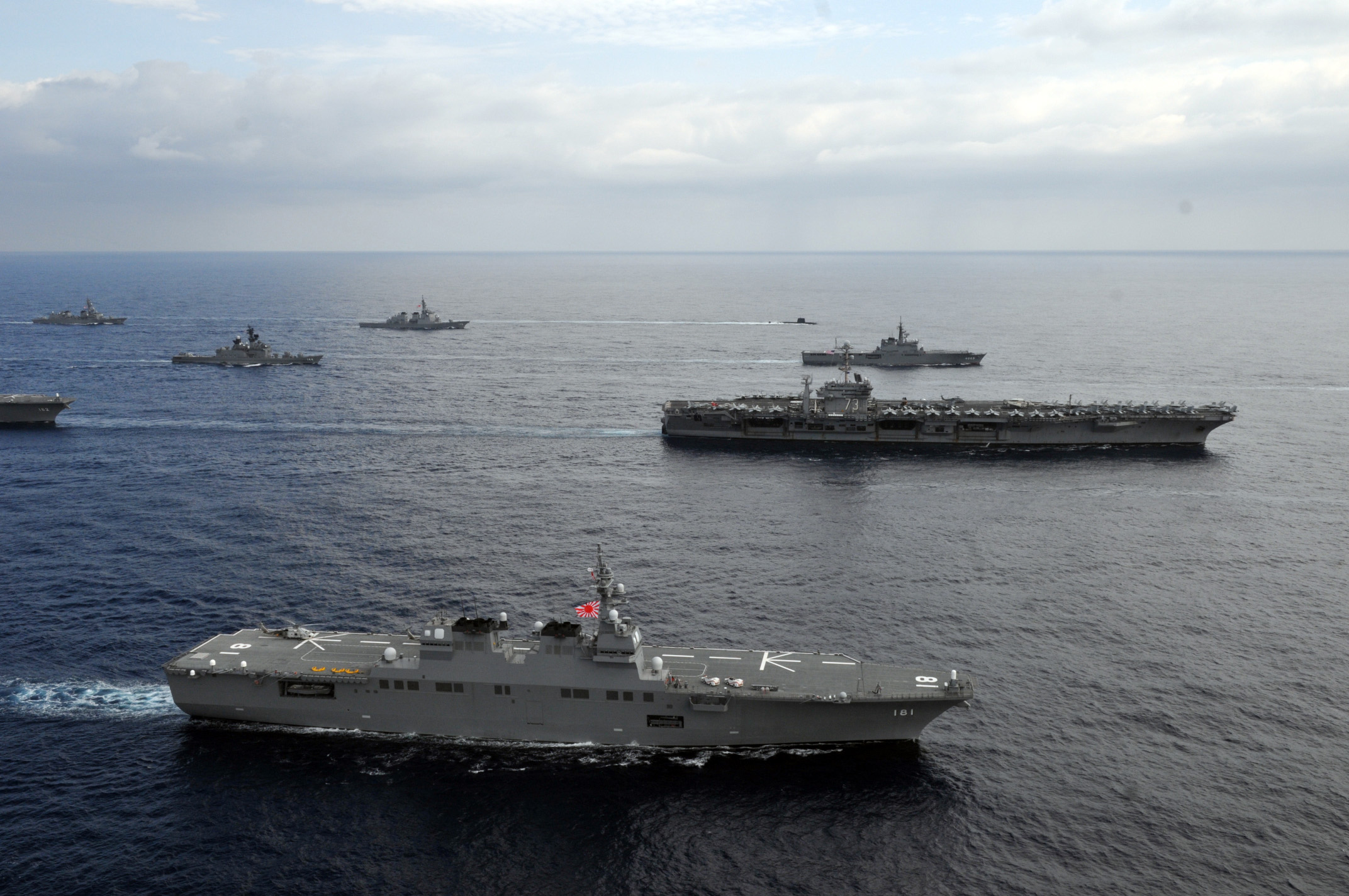
USS George Washington (CVN-73) và JDS Hyūga DDH-181
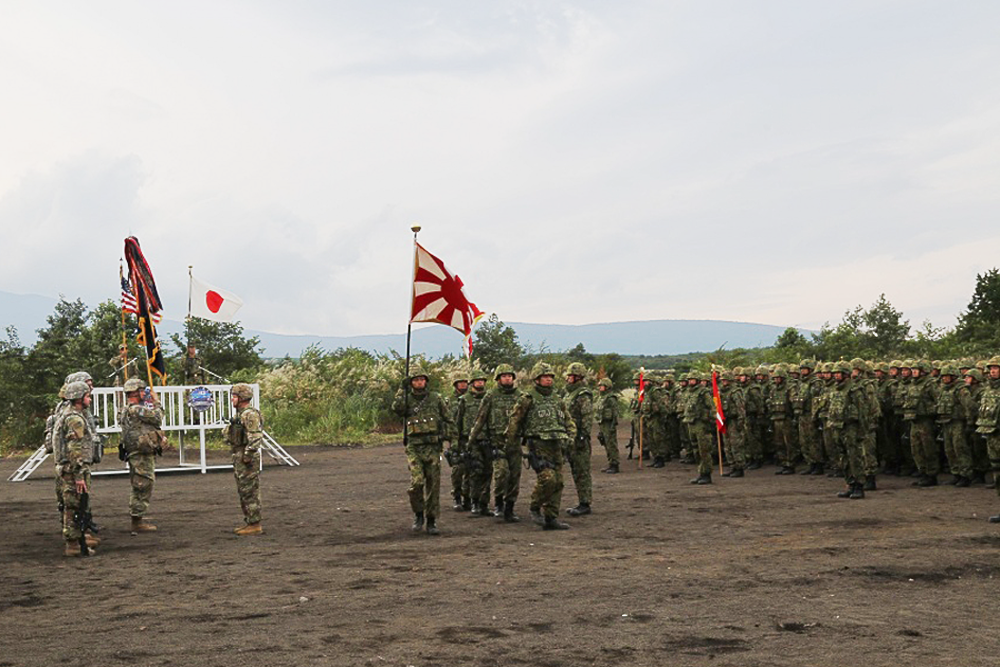
Lính Lực lượng Phòng vệ Mặt đất và lính Mĩ dự lễ khai mạc tập trận Orient Shield năm 2017 ở Doanh trại Shin Yokotsuka, ngày 11 tháng 9 năm 2017
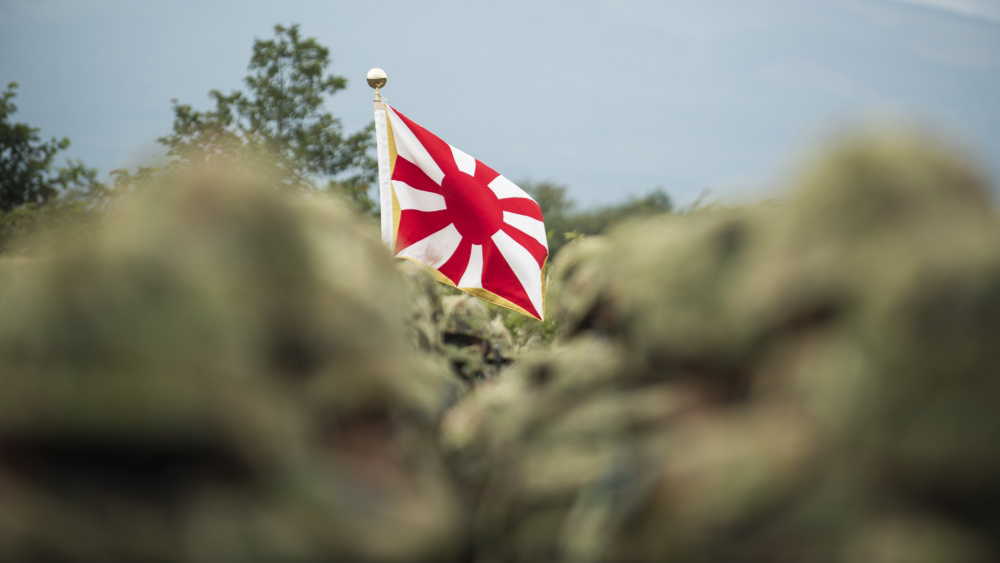
Cờ Lực lượng Phòng vệ Nhật Bản